# The Late Late Show with James Corden

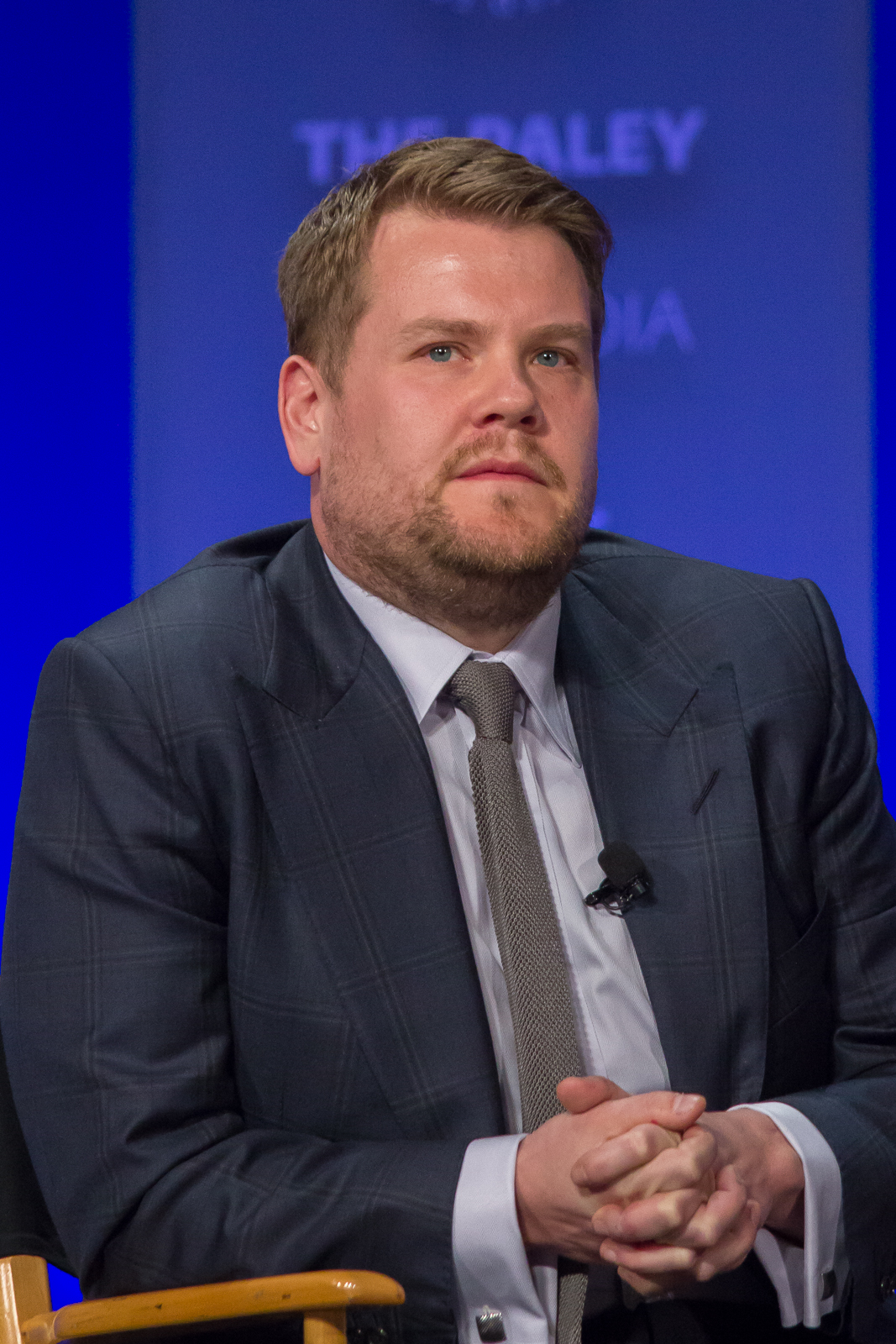
Corden v roce 2015

The Late Late Show with James Corden (též známá pod názvem Late Late) byla americká pozdně večerní talk show, kterou moderoval James Corden a byla vysílána na stanici CBS. Byla v pořadí již čtvrtou a poslední inkarnací franšízy The Late Late Show. Pořad byl vysílán od pondělí do pátku večer, natáčení probíhalo před diváky ve studiu vždy od pondělí do čtvrtka odpoledne ve studiu 56 v CBS Television City, Los Angeles, Kalifornii. Show produkovala společnost Fulwell 73 ve spolupráci s CBS Television Studios.
Corden převzal moderování talk show po Craigu Fergussonovi, změna moderátora byla oznámena 8. září 2014. První díl s novým moderátorem byl původně naplánován na 9. března 2015, nicméně na poslední chvíli CBS rozhodla o odložení na 23. března, aby mohli k propagaci využít přenos z basketbalového turnaje NCAA.
Dne 3. dubna 2017 bylo potvrzeno, že Corden uvede tři speciální epizody The Late Late Show ze Spojeného království, které byly natočeny v Methodist Central Hall na Westminsteru. Stalo se tak potřetí v historii, kdy se show přesunula do zahraničí, této inscenaci předcházela vystoupení Fergussona z Paříže v roce 2011 a ve Skotsku z roku 2012. Ve Spojeném království se show objevila znovu i v letech 2018 a 2019.
V dubnu 2022 bylo oznámeno, že Corden opustí show v polovině roku 2023. V únoru 2023 vyšlo najevo, že s Cordenem skončí i celá Late Late franšíza. Za hlavní důvod byla označována úspora finančních prostředků. Poslední epizoda byla odvysílána 27. dubna 2023.
Součástí show byly také segment natáčené mimo studia. Nejpopulárnějším byl Carpool Karaoke, ve kterém Corden a jeho hosté z hudebního průmyslu zpívali své písně během jízdy autem nejčastěji po Los Angeles. Tento segment byl úspěšný i samostatně v jiných médiích, např. nejpopulárnější se zpěvačkou Adele zaznamenal na YouTube více než 260 mil. zhlédnutí. CBS také tento segment samostatně licencovala jako samostatný pořad pro Apple Music.